# 手取川ダム
手取川ダム（てどりがわダム）は、石川県白山市の一級河川・手取川本川上流部に建設されたダムである。
国土交通省北陸地方整備局と電源開発、および石川県の三者が共同で管理する河川法第17条に基づく「兼用工作物」ダムで、高さは153.0メートルであり高さでは北陸地方最大のロックフィルダムにして石川県最大のダムである。手取川の治水と金沢市を始めとする石川県加賀・能登地域への利水、および出力25万キロワットに達する水力発電を目的とする多目的ダムである。
ダムによって形成された人造湖は手取湖（てどりこ）と命名され、福井県の九頭竜湖（九頭竜川）に次ぐ巨大な人造湖である。

## 沿革
石川県最大の河川である手取川は古くから急流で知られ、水害常襲地帯であった。このため幾度も築堤などの河川整備が行われていたが豪雨や台風で破堤を繰り返し、十分とは言えなかった。
それまでは石川県が手取川の治水事業を担っていたが1966年（昭和41年）に手取川が一級水系に指定され、以後国の直轄管理による河川改修へと移行した。1967年（昭和42年）に建設省北陸地方建設局は「手取川水系工事実施基本計画」を策定。この中で洪水調節の確実性を図るため手取川上流部に治水用のダム建設を計画した。
時期を同じくした1968年（昭和43年）、九頭竜川水系の電力開発に区切りをつけた電源開発は、次の開発地点として白山山系の豊富な水量と急流を有する手取川に着目。大規模なダム式発電所を手取川水系に建設する計画を立て、調査に入った。
またこの頃は金沢市・小松市を始めとする石川県加賀地域の人口が急増、さらに工業地域の拡充もあいまって水需要がひっ迫。新たな水源確保の必要性に迫られた石川県が利水の水源を手取川に求めた。こうして目的の異なる三事業者が同じ手取川水系に開発の触手を伸ばしたため、事業の調整が必要となった。
1970年（昭和45年）、建設省北陸地方建設局と電源開発、石川県の三者は事業の調整協議を重ねた結果、治水と利水、水力発電を共同して実施する「手取川総合開発計画」を策定。その中核として石川郡尾口村に大規模な多目的ダムを建設する方針を固めた。このダムについては事業主体が異なる三事業者が共同で施工することから河川法第17条を適用。「兼用工作物」として事業内容の分担を検討した。
その結果ダム本体の施工、完成後のダム堤体の維持管理、水力発電に伴う利水について電源開発が担当し、残りを建設省が担当することで決定。利水事業者の石川県は事業を建設省に委託することで調整が定まった。
こうして「手取川総合開発計画」の根幹事業として計画されたのが、手取川ダムである。

## 補償
ダム建設に伴い、尾口村・白峰村の330戸・322世帯が水没することから大規模な反対運動が当初から持ち上がり、補償交渉は難航した。こうした問題に対応するため1973年（昭和48年）政府は水源地域対策特別措置法（水特法）を国会で成立させ、翌1974年（昭和49年）7月20日に施行した。
水特法とは水没戸数30戸、水没農地面積30ヘクタール以上の水没物件があるダムに対して、補償金の国庫補助や就業斡旋、周辺地域の農地造成やインフラストラクチャー整備を行い水没地域に対する地域活性化を図ることを目的にした法律である。施行と同時に全国で20ダムが指定されたがこの中に手取川ダムも選ばれた。
特に手取川ダムの場合、水没戸数が322戸と大規模なものであったことから、浅瀬石川ダム（青森県・浅瀬石川）、御所ダム（岩手県・雫石川）、川治ダム（栃木県・鬼怒川）、大滝ダム（奈良県・紀の川）、竜門ダム（熊本県・迫間川）、川辺川ダム（熊本県・川辺川）の六ダムとともに「水特法9条等指定ダム」に指定された。
これは水特法第9条に定められた、「水没戸数150戸以上または水没農地面積150ヘクタール以上」のダムに対し、先述の補償内容をさらに手厚くするというものであった。これに挙げられたダムは換言すればそれだけ地元の反対運動が強固であったわけであり、手取川ダムも難航する補償交渉を打開するため「9条等指定ダム」に選ばれたのである。
この周辺地域整備の中で特に効果があったのは道路整備であった。この地域は冬季有数の豪雪地帯であり、特に吉野谷村中宮・尾口村尾添の両集落は村中心部から数キロメートルしか離れていないにもかかわらず道路が狭くかつ雪崩の多発地帯であったため、冬季は孤立していた。だが、ダム建設補償に伴う道路整備（舗装・防雪シェッド）によって冬季交通が可能になった。
さらに道路整備により冬季利用できなかった温泉が利用可能となり、民宿・旅館やスキー場を始め多くのレクリェーション設備が完成したほか、白山スーパー林道（現・白山白川郷ホワイトロード）へのアクセスが良くなった。これにより年間平均で10万人以上の観光客が訪れる有数の観光地となった。水特法の周辺整備の成功例の一つであり、この後1994年（平成6年）に制度化された「地域に開かれたダム事業」への序曲ともなった。
また、白峰村の桑島地区には71,200m2の代替地が造成され、水没世帯のうち60戸が移転した。
こうした周辺整備計画などに基づく地域活性化対策などを提示したことで地元も態度を軟化させ、1974年末には補償交渉も妥結した。その後本体工事が開始され1978年（昭和53年）には本体工事が終了、翌1979年（昭和54年）6月1日に湛水開始、同年中に事業は完成し運用を開始した。計画発表から12年目での完成であるが、この規模の水没物件を有するダムとしては異例の早さである。

## 目的
手取川ダムは堤高が153.0メートルで北陸地方のダムの中では黒部ダム（富山県・黒部川）、奥只見ダム（新潟県・福島県・只見川）に次ぐ高さであり、北陸屈指の大ダムである。ロックフィルダムとしても日本で4番目に高い。目的は洪水調節、上水道供給、工業用水道供給、水力発電の4つである。
洪水調節についてはダム地点で毎秒2,400トンの計画高水流量から毎秒800トンをカットし、下流には毎秒1,600トンの量に減らして水量を調節する。また堤防や河道改修などの河川整備と連携することで白山市鶴来において毎秒6,000トンの洪水を毎秒5,000トンへと減らす。
上水道については金沢市、小松市、加賀市、白山市、かほく市、七尾市、羽咋市、能美市、鹿島郡中能登町、羽咋郡宝達志水町、河北郡内灘町・津幡町、野々市市の9市4町に対して日量として44万トンを供給、工業用水道については金沢港周辺の工業地域に日量5万トンを供給する。このことから手取川ダムは石川県中・南部の重要な水がめとなっている。なお貯水率が8.4%以下になった場合、取水制限がかかる恐れがあるという。
水力発電についてはダム式発電所である手取川第一発電所によって最大24万キロワットの発電を行う。この手取川第一発電所は一般水力発電所としては日本屈指の発電量を誇る水力発電所でもある。さらに発電用に放流した水が下流に影響を及ぼさないように流量を一定化させる逆調整池として支流の直海谷川に手取川第三ダムを建設、同時に手取川第三発電所にて最大3万キロワットの発電を行うほか、手取川第一発電所から手取川第三発電所に流路変更を行うための調整池として手取川ダム直下流に手取川第二ダムを建設。同時に手取川第二発電所を設けて最大8万7,000キロワットの発電を行う。これにより手取川流域で新たに最大35万7,000キロワットの電力が生み出され、北陸有数の電源地帯となった。なお手取川第一発電所は電源開発の管理であるが、第二・第三発電所は北陸電力の管理である。

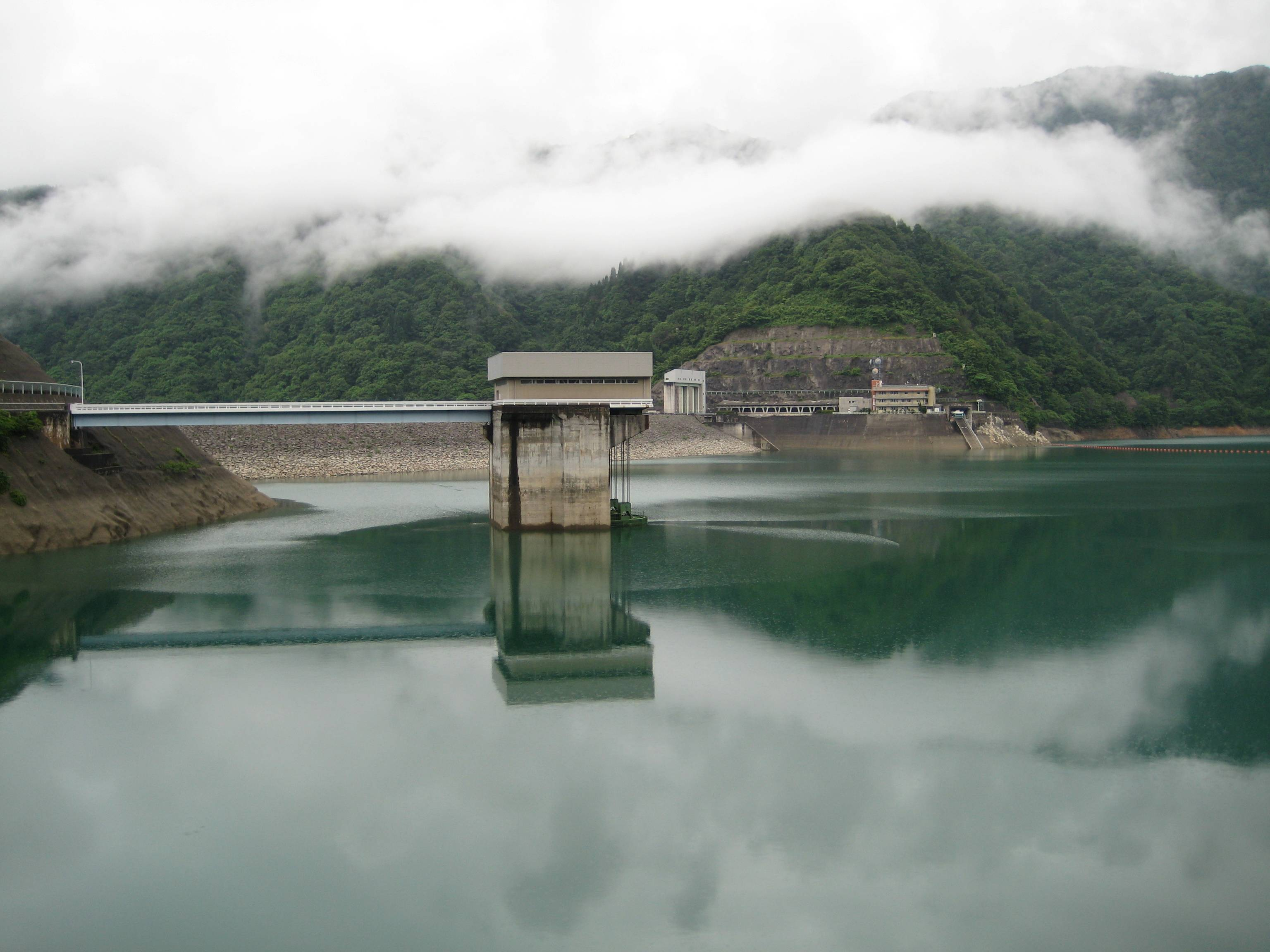
手取湖
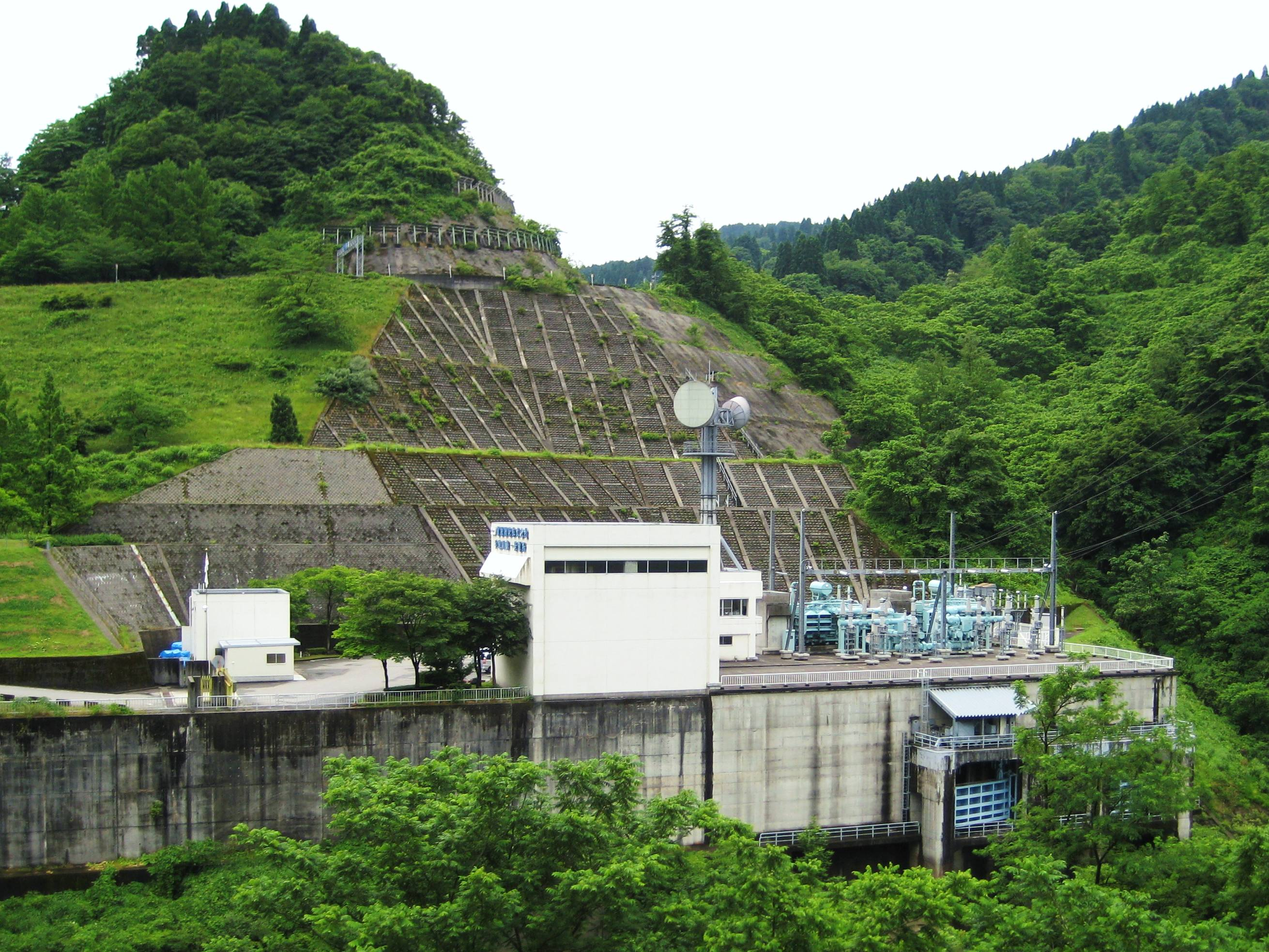
手取川第一発電所
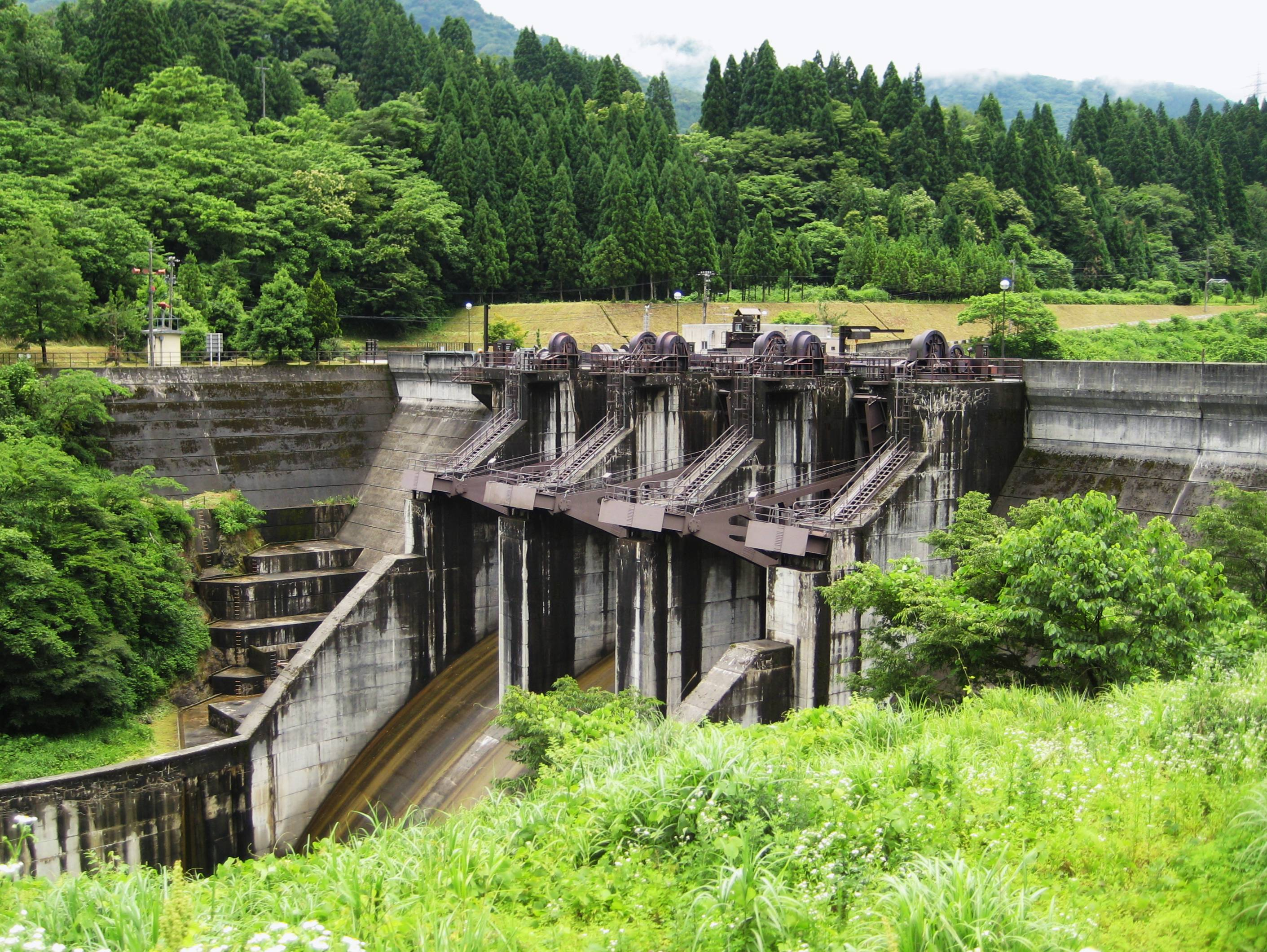
手取川第二ダム
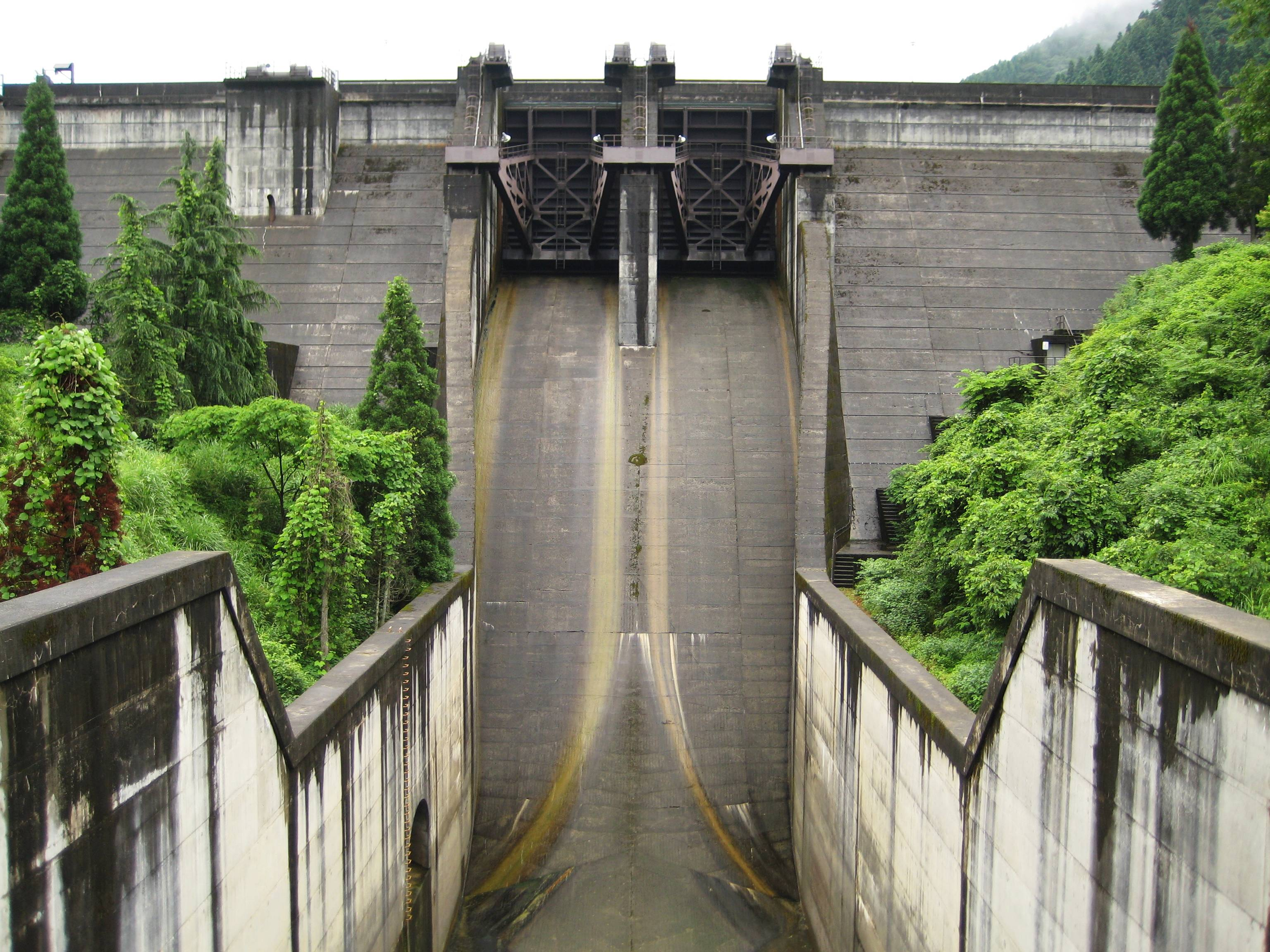
手取川第三ダム

## 手取湖

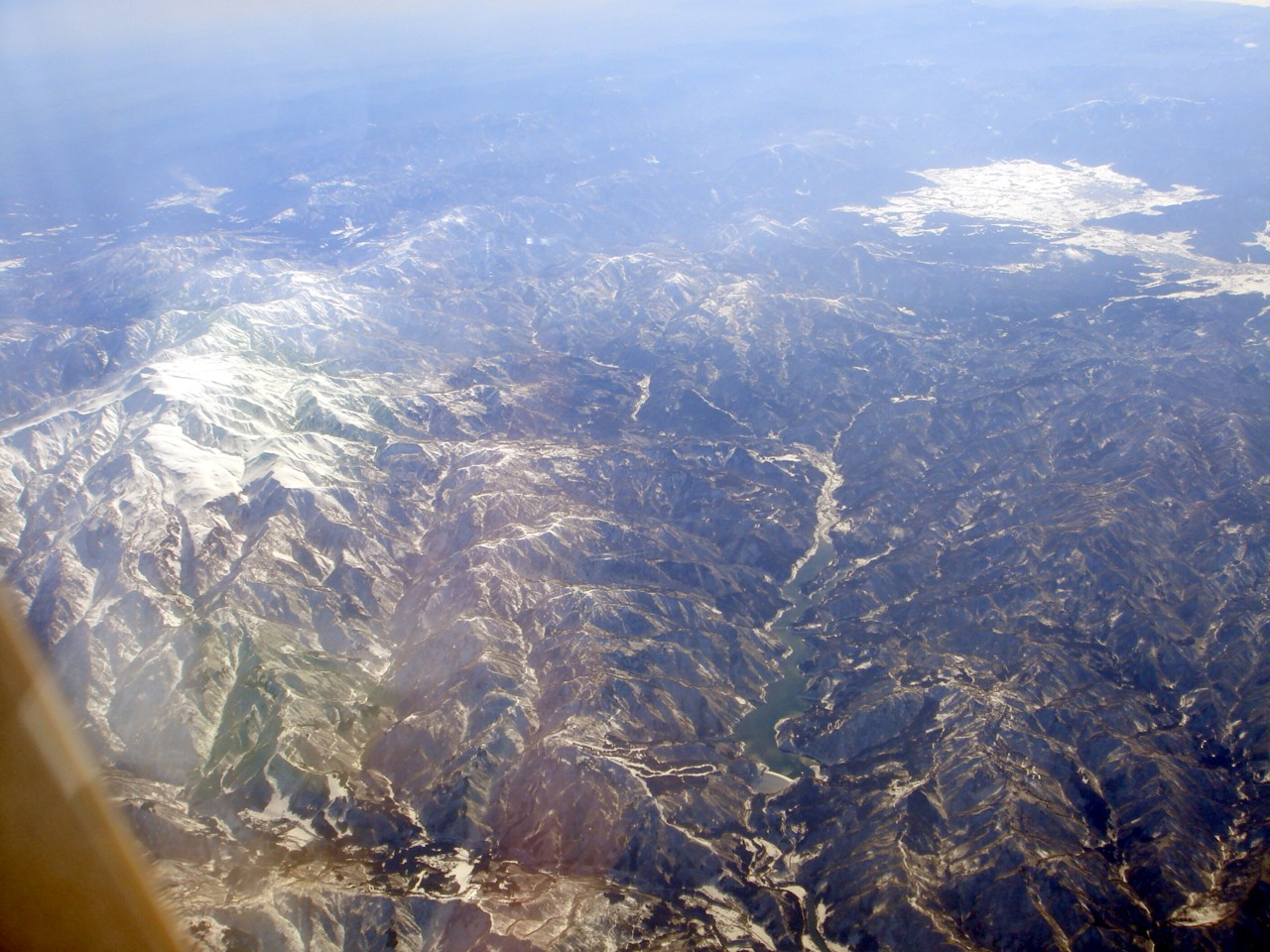
手取湖空撮

## 諸問題

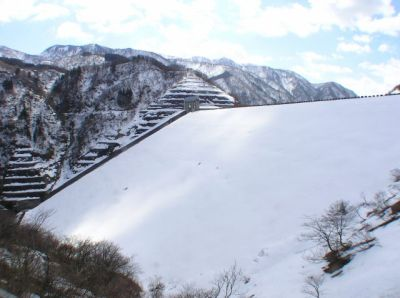
冬の手取川ダム

スノーボード滑走事件
2008年（平成20年）3月、一面に積雪した手取川ダムにスノーボードで滑走した跡が発見された。スノーボーダーは当時関係者以外立入禁止だったはずのダム天端に侵入。そのままダムの直下まで、直線距離にして約320メートルを滑り降り、下流の集落へと続く道をたどって逃走したという。防犯上、カウンターテロリズムの観点からも、ダムへの不法侵入という点は問題であるが、それ以上に新雪上での滑走は雪崩による災害を誘発しかねない、極めて危険な行為である。
千里浜海岸など砂浜の浸食問題
同ダム建設により海岸へ供給される土砂が減少したため、千里浜をはじめとする砂浜の浸食が進行。千里浜なぎさドライブウェイでは近年、通行止めになる頻度が増加している。